# Aéroport de l'île de Wotho
L'aéroport de l'île de Wotho est un aéroport situé sur l'île de Wotho dans l'atol de Wotho aux Îles Marshall.

## Situation
| \| 100 km1:10 548 000 \| Airok Ailuk Aur Bikini Bucholz Ebon Elenak Enejit Enewetak Freeflight Ine Jabot Jaluit Jeh Kaben Kili Lae Likiep Majkin Majuro Maloelap Mejit Mili Namorik Rongelap Taroa Tinak Ujae Utirik Woja Wotho Wotje |
| 100 km1:10 548 000 |

## Compagnies aériennes et destinations
| Compagnies           | Destinations                                                                                |
| -------------------- | ------------------------------------------------------------------------------------------- |
| Air Marshall Islands | Ujae Airport (en), Kwajalein-Bucholz (en), Île Lae (en), Majuro-îles Marshall International |